# Chrysiptera cyanea
Chrysiptera cyanea is een straalvinnige vissensoort uit de familie van rifbaarzen of koraaljuffertjes (Pomacentridae). De wetenschappelijke naam van de soort is voor het eerst geldig gepubliceerd in 1825 door Jean René Constant Quoy en Paul Gaimard. De soort werd ontdekt bij Kupang (stadsgemeente)Kupang (op Timor) en de Marianen op de expeditie van de Franse korvetten l'Uranie en la Physicienne van 1817-1820.
De vis wordt gekenmerkt door zijn azuurblauwe kleur met gele vinnen en een gele vlek aan de snuit.